# Aeroporto di Esenboğa
L'aeroporto internazionale di Esenboğa (in turco: Ankara Havalimani o Uluslararasi Esenboğa Havalimani, (IATA: ESB, ICAO: LTAC) è uno scalo aeroportuale situato a 28 km a nord-est della città di Ankara, la capitale della Turchia.

## Storia
Aperto nel 1955, il nome del proviene dalla città di Esenboğa, che letteralmente significa "toro sano".
Nel 2007 sono passati 4.958.128 passeggeri, di cui 3.609.122 sono stati passeggeri nazionali. In quello stesso anno l'aeroporto si posiziona al quarto posto tra gli aeroporti turchi per numero di passeggeri, il terzo per passeggeri nazionali ed il settimo per passeggeri internazionali.
L'aeroporto è l'hub della compagnia aerea AnadoluJet.